# فتاح كندي
فتاح‌ كندي هي قرية في مقاطعة بل دشت، إيران. يقدر عدد سكانها بـ 168 نسمة بحسب إحصاء 2016.